# مله هار (مقاطعة إسلام آباد غرب)
مله‌هار (بالفارسية: مله‌هار) هي قرية تقع في كرمانشاه في إيران. يقدر عدد سكانها بـ 251 نسمة بحسب إحصاء 2016.